# Bernhard Klein
Bernhard Klein (6. marts 1793 — 9. september 1832) var en tysk musiker.
Klein blev efter at have fuldført studier i Paris, hvor blandt andre Cherubini var hans lærer, musikdirektør ved domkirken i Köln, kaldtes derfra 1818 til Berlin, hvor han blev udnævnt til musikdirektør og sanglærer ved universitetet og knyttedes således fast til Preussens hovedstad, hvor han forblev til sin død, nydende megen anseelse som musiker, særlig som kirkekomponist.
Hans hovedværker er oratorierne Jephtha, David og Hiob samt salmer, hymner og motetter for mandsstemmer; foruden adskillig kirkemusik skrev han også sange og ballader, blandt andet Goethes Erlkönig, samt et par operaer og anden teatermusik.